# Den engelska katten

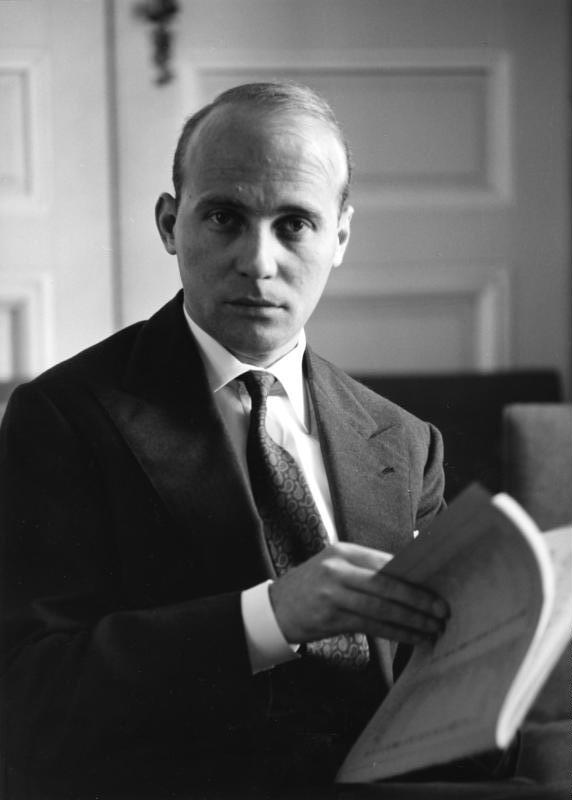
Hans Werner Henze

Den engelska katten (Die englische Katze) är en opera (Eine Geschichte)  i två akter och sju bilder av Hans Werner Henze med libretto av Edward Bond efter Honoré de Balzacs novell Peines de cœur d'une chatte anglaise.

## Historia
År 1977 stötte Henze på Balzacs katthistoria i Paris och beslöt genast att göra en kammaropera på temat. Han bad Edward Bond att utarbeta librettot och denne förlade handlingen till det viktorianska England som han ironiserar över.
Med operan åstadkom Henze ett verk som inte snålade med samhällskritiken, utan blottställde skenheligheten och hyckleriet och även förstod att förena politiskt engagemang med humor. De stilistiska förebilderna är vid sidan om Offenbach även Verdi, Rossini och Donizetti, men här finns även en sångstil som går igen hos Kurt Weill. Formellt sett följde Henze traditionen från 1700-talets buffaoperor, men eftersträvade också ett ytterst transparent tonspråk. Verket uruppfördes 2 juni 1983 på Schwetzingens slottsteater och togs genast upp av såväl större som mindre scener.
Svensk premiär på Wermland Opera i Karlstad 2 oktober 1987.

## Personer
- Lord Puff, hankatt, ordförande för K.S.R.B. (Kungliga sällskapet för råttornas beskyddande) och serenadsångare (tenor)
- Arnold, hankatt, lord Puffs brorson och serenadsångare (bas)
- Mr Jones, hankatt och ockrare (baryton)
- Tom, hankatt och serenadsångare (baryton)
- Peter, hankatt och Toms vän (tenor)
- Minette, honkatt (sopran)
- Babette, honkatt och hennes syster (mezzosopran)
- Louise, mus (sopran)
- Miss Crisp, honkatt (mezzosopran)
- Mrs Gomfit, honkatt (mezzosopran)
- Mr Plunkett, hankatt (basbaryton)

## Handling
Akt I
Mrs Halifax vill att hennes hankatt lord Puff skall gifta sig och har utsett bondkatten Minette till en passande brud. På årsmötet i Kungliga sällskapet för råttornas beskyddande diskuterar katterna det förestående äktenskapet. Lord Puffs brorson Arnold, som hade hoppats få ärva sin farbrors förmögenhet, tycker att det är en mycket dålig idé. Det knackar på dörren, utanför står Minettes syster Babette. Hon vill först undersöka vad det är för folk hennes syster skall umgås med i framtiden. De närvarande katterna framhäver sin egen redbarhet och sina hederliga avsikter, och då går hon och hämtar sin syster. Belåtenheten varar dock bara till hon kommer underfund med att de församlade är vegetarianer. Något sådant strider helt mot hennes kattnatur och hon vill genast ta med sig sin syster hem igen, men denna finner sig i sitt öde och ämnar rätta sig efter sin mans åsikter i framtiden. Arnold bestämmer sig för att misstänkliggöra Minette inför lord Puff.
De båda hankatterna Tom och Peter kurtiserar Minette på mrs Halifax tak. Hon avvisar dem men Tom faller på knä och förklarar henne sin kärlek. De överraskas av Arnold, som tror att han nu kan förhindra det oönskade äktenskapet. Minette däremot tror att hon kan glädja lord Puff med att få Tom upptagen i Kungliga sällskapet för råttornas beskyddande..
Lord Puff vill absolut gifta sig därför att han på så sätt blir ordförande i Kungliga sällskapet, men Arnold och dr Jones är lika fast beslutna att förhindra det och försöker förgifta honom, dock utan framgång.
Akt II
Tom har tagit värvning i flottan i sorg över att hans älskade har gift sig med lord Puff, men han ångrar sig och återvänder till mrs Halifax hus där han än en gång överöser Minette med kärleksförklaringar. De överraskas av medlemmarna i Kungliga sällskapet som tvingar lord Puff att lägga in en ansökan om skilsmässa och låter gripa Tom.
Då det skall bli sammanträde i skilsmässodomstolen stjäl Tom försvarsadvokatens kappa i ett skåp. I en paus i förhandlingarna ger sig Tom till känna för Minette då har blivit ensamma, och han kastar sig för hennes tassar. De blir återigen ertappade av sällskapets medlemmar då de kommer tillbaka in i rättssalen, men alla tror att det är försvarsadvokaten och blir förvånade över hans uppträdande. Just när processen skall avslutas kommer den riktige försvarsadvokaten in. Tom och Minette befinns skyldiga och allmänne åklagaren låter hålla kvar Tom, i vilken han känner igen lord Fairports försvunne son. Nu är Tom Englands rikaste katt.
Mrs Halifax har bestämt att Minette skall läggas i en säck och dränkas i Themsen. Babette har hört rykten om skilsmässan och kommer till staden för att rädda henne, men förgäves, och inte heller Toms försök att köpa henne fri lyckas. I stället förälskar han sig i systern och de lovar att uppkalla alla sina barn efter den olycklige Minette. Arnold och lord Puff kommer och ställer krav på Toms enorma förmögenhet för sällskapets räkning, men Tom ilar till en advokat där han skriver sitt testamente till förmån för Babette. Då endast underskriften återstår sticker advokaten en kniv i Tom och låtsas inför sällskapets medlemmar som om Tom har begått självmord. Därför tillfaller hans förmögenhet sällskapet, men musen Louise, som har varit medlem, har tröttnat på katter och begär sitt utträde så att hon återigen kan bli en riktig mus.